# El Keurt
El Keurt (em árabe: الكرط) é uma cidade e comuna localizada na província de Mascara, Argélia. Segundo o censo de 2008, a população total da cidade era de 4 285 habitantes.